# Nathaniel Lord Britton
Nathaniel Lord Britton (1859 – 1934) va ser un botànic estatunidenc que va ser el co-fundador de New York Botanical Garden al Bronx, New York.

## Biografia
Britton nasqué a New Dorp a Staten Island, New York els seus pares van ser Jasper Alexander Hamilton Britton i Harriet Lord Turner.
Es va graduar a Columbia University School of Mines i més tard va aprendre geologia i botànica a la Columbia University. Es va unir al Torrey Botanical Club. Es va casar amb Elizabeth Gertrude Knight, una briòloga, el 1885.
Gran part de la seva recerca la va fer al Carib.
Britton també és recordat per ser un dels signants de l' American Code of Botanical Nomenclature.

## Obres
- Britton, Nathaniel; Addison Brown. An illustrated flora of the northern United States, Canada and the British Possessions From Newfoundland to the Parallel of the Southern Boundary of Virginia, and from the Atlantic Ocean Westward to the 102d Meridian.  Charles Scribner's Sons, 1896, p. 612.
- Britton, Nathaniel; Addison Brown. An illustrated flora of the northern United States, Canada and the British Possessions From Newfoundland to the Parallel of the Southern Boundary of Virginia, and from the Atlantic Ocean Westward to the 102d Meridian.  Charles Scribner's Sons, 1898, p. 643 pages [Consulta: 24 juny 2008].
- Britton, Nathaniel; Addison Brown. An illustrated flora of the northern United States, Canada and the British Possessions From Newfoundland to the Parallel of the Southern Boundary of Virginia, and from the Atlantic Ocean Westward to the 102d Meridian.  Charles Scribner's Sons, 1913, p. 2052 pages [Consulta: 10 maig 2008].
- Britton, Nathaniel Lord; Addison Brown. An Illustrated Flora of the Northern United States, Canada and the British Possessions From Newfoundland to the Parallel of the Southern Boundary of Virginia, and from the Atlantic Ocean Westward to the 102d Meridian. Second Edition -- Revised and Enlarged.  Nova York: Charles Scribner's Sons, 1913 [Consulta: 17 juny 2008].
- Britton, Nathaniel; Joseph Nelson Rose. The Cactaceae: Descriptions and Illustrations of Plants of the Cactus Family.  Carnegie Institution for Science, 1922, p. 263 pages [Consulta: 10 maig 2008].
- A preliminary catalogue of the flora of New Jersey (1881) Et al.
- An illustrated flora of the northern United States, Canada and the British possessions from Newfoundland to the parallel of the southern boundary of Virginia, and from the Atlantic ocean westward to the 102d meridian 3 volumes. (1896–98) With Addison Brown.
- Contributions to the botany of the Yukon Territory (1901) Et al.
- Manual of the flora of the northern states and Canada (1901)
- The sedges of Jamaica (1907)
- Studies in West Indian plants (1908–26)
- Rhipsalis in the West Indies (1909)
- An illustrated flora of the northern United States, Canada and the British possessions (Vol. 1-3, 1913) With Addison Brown.
- The vegetation of Mona Island (1915)
- Flora of Bermuda (1918)
- The flora of the American Virgin Islands (1918)
- Descriptions of Cuban plants new to science (1920)
- The Bahama flora (1920) With Charles Frederick Millspaugh.
- Neoabbottia, a new cactus genus from Hispaniola (1921)
- The Cactaceae (1919 - 1923) online